# Долгое (озеро, Приморский район Санкт-Петербурга)
До́лгое (устар. Питкяярви, фин. Pitkäjärvi — «длинное озеро») — озеро в Приморском районе Санкт-Петербурга. Находится в парке «Озеро Долгое» на севере муниципального округа Озеро Долгое, вытянувшись вдоль Ольховой улицы между улицей Маршала Новикова и проспектом Королёва.
Озеро получило такое название за свою вытянутую форму. Топоним известен ещё с допетровских времен: на финских картах озеро обозначалось Питкяярви (Pitkäjärvi — «длинное озеро»). Русский перевод стал употребляться с XVIII века.
Во время застройки жилищного района в 1980-е годы Долгое озеро значительно обмелело, уменьшилась его площадь.
С лета 2012 года ГУП «Ленводхоз» проводит работы по очистке озера. В планах администрации Приморского района на 2012 год была разработка проекта благоустройства территории, прилегающей к озеру Долгое. Кроме того, в 2012 году были запланированы работы по ликвидации несанкционированных свалок вокруг большого озера и обустройство зоны отдыха. Очистка озера и его берегов была закончена летом 2013 года. В 2014 году вода озера проходила экспертизу и был вынесен вердикт: озеро пригодно для купания. В этом же году были проведены крещенские купания под надзором администрации района.
По Долгому озеру названы: район города Озеро Долгое, Долгоозёрная улица (проходит северо-западнее озера), муниципальный округ Озеро Долгое и парк «Озеро Долгое».
В конце 2014 года вокруг озера начались работы по благоустройству берега, рядом с озером построили детскую площадку, концертный зал, а пешеходные зоны покрыли брусчаткой. Вдоль дорожек разместили фонари.